# Plagioscyphus nudicalyx
Plagioscyphus nudicalyx är en kinesträdsväxtart som beskrevs av René Paul Raymond Capuron. Plagioscyphus nudicalyx ingår i släktet Plagioscyphus och familjen kinesträdsväxter. Utöver nominatformen finns också underarten P. n. sambavensis.